# كاي غريني
كاي غريني (بالإنجليزية: Kai Greene)‏ (7 يوليو 1993 بجيرسي سيتي في الولايات المتحدة - ) هو لاعب كرة قدم أمريكي في مركز الدفاع. لعب مع Rio Grande Valley FC Toros ‏.

## وصلات خارجية
- كاي غريني على موقع قاعدة بيانات كرة القدم.إي يو (الإنجليزية)
- كاي غريني على موقع Soccerbase.com (لاعب) (الإنجليزية)